# Angelo (Piero della Francesca)
Un Angelo frammentario (70 cm alla base), forse Michele, di Piero della Francesca e aiuti, fa parte degli affreschi delle Storie della Vera Croce, nella cappella maggiore della basilica di San Francesco ad Arezzo, databile al 1452-1466. Si trova sul lato interno del pilastro destro, nel registro inferiore. Si trattava di una figura intera della quale si è conservato solo il busto.

## Descrizione e stile
L'angelo ha un volto delicato di giovinetto, che assomiglia al San Giuliano del Museo Civico di Sansepolcro. Con quell'opera condivide anche lo sfondo neutro che imita il marmo verde e che si ritrova in altri soggetti della decorazione dei pilastri.
L'angelo si trova accanto alla scena della Vittoria di Costantino su Massenzio ed era probabilmente abbigliato come una sorta di guerriero celeste che partecipava simbolicamente alla battaglia. Il disco che si vede sull'ala destra è infatti uno scudo gentilizio, usato spesso nelle raffigurazioni dell'Arcangelo Michele.